# Me and Orson Welles
Me and Orson Welles (br: Eu e Orson Welles) é um filme de comédia  dramática britânico-estadunidense de 2008 dirigido por Richard Linklater, baseado no romance de mesmo nome de Robert Kaplow. É estrelado por Zac Efron, Christian McKay e Claire Danes.
O filme foi rodado em Londres e Nova York e na Ilha de Man em fevereiro, março e abril de 2008, e foi lançado nos Estados Unidos em 25 de novembro de 2009 e no Reino Unido em 4 de dezembro de 2009.
A interpretação de Welles por McKay recebeu diversos elogios, e Me and Orson Welles foi eleito um dos dez melhores filmes independentes do ano pelo National Board of Review.

## Elenco
- Zac Efron como Richard Samuels
- Christian McKay como  Orson Welles
- Claire Danes como Sonja Jones
- Ben Chaplin como George Coulouris
- James Tupper como Joseph Cotten
- Eddie Marsan como John Houseman
- Leo Bill como Norman Lloyd
- Kelly Reilly ascomo Muriel Brassler
- Patrick Kennedy como Grover Burgess
- Travis Oliver como John Hoyt
- Zoe Kazan como Gretta Adler
- Al Weaver como Sam Leve
- Saskia Reeves como Barbara Luddy
- Imogen Poots como Lorelei Lathrop
- Rhodri Orders como Stefan Schnabel
- Michael Brandon como Les Tremayne
- Janie Dee como Mrs Samuels

## Recepção
Atualmente, o filme possui uma classificação positiva de 85% no Rotten Tomatoes com base em 156 críticas, com uma classificação média de 7,2/10. O consenso crítico do site diz: "Me and Orson Welles ostenta uma performance extraordinária de Christian McKay e um amor contagiante pelo drama de bastidores que supera seu tom às vezes fofo". Possui uma pontuação média ponderada de 73 de 100 no Metacritic com base em 30 críticas.